# ラウル・ルセスク
ラウル・アンドレイ・ルセスク（Raul Andrei Rusescu, 1988年7月9日 - ）は、ルーマニア・ルムニク・ヴルチャ出身の元サッカー選手。現役時代のポジションはフォワード、ミッドフィルダー。

## 経歴

### クラブ

#### CSMルムニク・ヴルチャ
7歳の時にCSMルムニク・ヴルチャのトライアルを受けてクリスティ・ボラ (Cristi Bora) 監督に見出され、後にFCステアウア・ブカレストで同僚になるミハイ・コステアと共に研鑽を積んだ。2005年にはトップチーム昇格を果たすも、アドリアン・フルニカ (Adrian Furnică) 監督から今後選手として成長する可能性は低いと判断され、デビューすることはなかった。

#### ウニレア・ウルジチェニ
2005年にダン・ペトレスク監督率いるリーガ2 (2部) のFCウニレア・ウルジチェニと契約した。初年度にリーガ2を制してリーガ1 (1部) に昇格を果たしたが、出場機会は制限されていたことで翌2006-07シーズンにリーガ2のFCドゥナレア・ジュルジュ、2007-08シーズンは同じくリーガ2のCSオトペニへそれぞれ貸し出され、前者では18試合13得点を挙げ、後者では20試合4得点で昇格に貢献した。
2008-09シーズンに復帰後は、23試合5得点でクラブ史上初となるリーガ1優勝及びUEFAチャンピオンズリーグ 2009-10出場権獲得に貢献し、準優勝だった翌2009-10シーズンは29試合8得点を記録した。ペトレスク監督退任後は、ウイングとしても起用されていた。

#### ステアウア・ブカレスト
2011年5月4日にリーガ1の強豪FCステアウア・ブカレストと契約した。7月31日のCSミオヴェニ戦で初出場ながら初得点を挙げる好調なスタートを切ると、次のFCウニヴェルシタテア・クルジュ戦でも得点し、更に12月5日には、ライバル関係にある宿敵FCディナモ・ブカレスト戦 (3-1) で2得点を挙げ、敵地スタディオヌル・ディナモでの7年ぶりの勝利に貢献した。UEFAヨーロッパリーグ 2011-12グループステージのFCシャルケ04戦での1得点、AEKラルナカ戦でのペナルティーキックによる1得点の合計2得点にリーグ戦の7得点を加え、2011-12シーズンの前半戦でチーム最多の9得点を記録しており、その後も得点を量産するプレーはルーマニア年間最優秀選手賞を受賞する形で報われた。更に2012-13シーズンは21得点でリーグ得点王に輝いた。また、2013年3月7日のUEFAヨーロッパリーグ 2013-14では、チェルシーFC戦 (1-0) において、ライアン・バートランドのファウルによるペナルティーキックを貰い、そして決勝点を挙げている。

#### セビージャ
2013年6月13日に移籍金250万ユーロ (4000万ユーロの契約解除条項) でプリメーラ・ディビシオンのセビージャFCと5年契約を締結した。UEFAヨーロッパリーグ 2013-14予選3回戦第2戦のFKムラドスト・ポドゴリツァ戦 (6-1) で2得点、グループステージのSCフライブルク戦 (2-0) で1得点と欧州カップ戦では合計3得点を挙げていたものの、リーグ戦では定位置争いでカルロス・バッカとケヴィン・ガメイロの後塵を拝し、僅かな出場だった。

#### ブラガへの期限付き移籍
2013年12月24日にプリメイラ・リーガのSCブラガへシーズン終了までの期限付き移籍に出され、2014年1月6日にタッサ・デ・ポルトガルのFCアロウカ戦で初出場を果たした。リーグ戦初出場となった1月10日のヴィトーリアSC戦 (3-0) で2得点を挙げて以来、セビージャでの不遇から一転し、ジェズアウド・フェレイラ監督の下で定位置を確保しており、2014年2月中旬の時点で公式戦10試合6得点を記録するなどでフェリペ・パルドやラファ・シウバ、アランらと攻撃を牽引する活躍は、セビージャのファンから結果を残せずにいたガメイロを重用し、ルセスクを戦力外扱いにしたウナイ・エメリ監督に非難の声が挙がる程だった。

#### ステアウア・ブカレスト復帰
ブラガで完全移籍のオプション付きが行使されず、一定の結果を手にセビージャに復帰したが、エメリ監督の考えを変えることが出来ずにいたことにより、2014年9月1日に古巣ステアウア・ブカレストに期限付き移籍した。2度目のステアウアでは、UEFAヨーロッパリーグ 2014-15において、オールボーBK戦 (6-0) で2得点、FCディナモ・キーウ戦 (3-1) で1得点、リオ・アヴェFC戦 (2-1) で2得点を挙げ、3試合5得点を記録する得点力を示す一方、リーグ戦では10月下旬の時点で5試合無得点と不振を極めており、また、10月27日のASAトゥルグ・ムレシュ戦において、ガブリエル・ムレシャンの顔面への肘打ちを貰い、1ヶ月離脱する苦しい時期にあった。しかし、最終的に公式戦で合計2桁得点を記録して一定の成功を収め、また、クパ・ロムニエイ決勝のFCウニヴェルシタテア・クルジュ戦 (3-0) で1得点を挙げてルーマニア史上初となるリーガ1、クパ・ロムニエイ、クパ・リギーによる3冠達成に貢献した。

#### オスマンルスポル
2015年、オスマンルスポルFKに移籍した。

### 代表
U-21代表として5試合2得点を記録。2012年9月に2014 FIFAワールドカップ・ヨーロッパ予選のアンドラ戦でルーマニアA代表初出場を飾り、UEFA EURO 2016予選のハンガリー戦で初得点を挙げた。

## 個人成績

### クラブでの出場記録
出典:
| クラブ                        | シーズン         | 国内リーグ               | 国内リーグ | 国内リーグ | 国内カップ | 国内カップ | 欧州カップ | 欧州カップ | 合計 | 合計 |
| クラブ                        | シーズン         | 所属リーグ               | 出場       | 得点       | 出場       | 得点       | 出場       | 得点       | 出場 | 得点 |
| ----------------------------- | ---------------- | ------------------------ | ---------- | ---------- | ---------- | ---------- | ---------- | ---------- | ---- | ---- |
| ルムニク・ヴルチャ            | 2004-05          | リーガ3                  | 0          | 0          | 0          | 0          | -          | -          | 0    | 0    |
| ルムニク・ヴルチャ            | 合計             | 合計                     | 0          | 0          | 0          | 0          | -          | -          | 0    | 0    |
| ウニレア・ウルジチェニ        | 2005-06          | リーガ2                  | 9          | 2          |            |            | -          | -          | 9    | 2    |
| ウニレア・ウルジチェニ        | 2008-09          | リーガ1                  | 23         | 5          | 1          | 0          | -          | -          | 24   | 5    |
| ウニレア・ウルジチェニ        | 2009-10          | リーガ1                  | 26         | 8          | 2          | 0          | 3          | 0          | 31   | 8    |
| ウニレア・ウルジチェニ        | 2010-11          | リーガ1                  | 29         | 3          | 1          | 0          | 4          | 0          | 34   | 3    |
| ウニレア・ウルジチェニ        | 合計             | 合計                     | 87         | 18         | 4          | 0          | 7          | 0          | 98   | 18   |
| ドゥナレア・ジュルジュ (loan) | 2006-07          | リーガ2                  | 31         | 13         |            |            | -          | -          | 31   | 13   |
| ドゥナレア・ジュルジュ (loan) | 合計             | 合計                     | 31         | 13         |            |            | -          | -          | 31   | 13   |
| オトペニ (loan)               | 2007-08          | リーガ2                  | 20         | 4          |            |            | -          | -          | 20   | 4    |
| オトペニ (loan)               | 合計             | 合計                     | 20         | 4          |            |            | -          | -          | 20   | 4    |
| ステアウア・ブカレスト        | 2011-12          | リーガ1                  | 31         | 13         | 3          | 0          | 9          | 2          | 43   | 15   |
| ステアウア・ブカレスト        | 2012-13          | リーガ1                  | 34         | 21         | 0          | 0          | 13         | 5          | 47   | 26   |
| ステアウア・ブカレスト        | 合計             | 合計                     | 65         | 34         | 3          | 0          | 22         | 7          | 90   | 41   |
| セビージャ                    | 2013-14          | プリメーラ・ディビシオン | 1          | 0          | 2          | 0          | 4          | 3          | 7    | 3    |
| セビージャ                    | 合計             | 合計                     | 1          | 0          | 2          | 0          | 4          | 3          | 7    | 3    |
| ブラガ (loan)                 | 2013-14          | プリメイラ・リーガ       | 13         | 5          | 7          | 3          | 0          | 0          | 20   | 8    |
| ブラガ (loan)                 | 合計             | 合計                     | 13         | 5          | 7          | 3          | 0          | 0          | 20   | 8    |
| ステアウア・ブカレスト (loan) | 2014-15          | リーガ1                  | 21         | 4          | 8          | 4          | 4          | 5          | 33   | 13   |
| ステアウア・ブカレスト (loan) | 合計             | 合計                     | 21         | 4          | 8          | 4          | 4          | 5          | 33   | 13   |
| オスマンルスポルFK            | 2015-16          | スュペル・リグ           | 19         | 9          | 2          | 1          | 0          | 0          | 21   | 10   |
| オスマンルスポルFK            | 合計             | 合計                     | 19         | 9          | 2          | 1          | 0          | 0          | 21   | 10   |
| キャリア通算成績              | キャリア通算成績 | キャリア通算成績         | 257        | 87         | 24         | 5          | 36         | 15         | 317  | 107  |

### 代表での成績
出典:
| ルーマニア代表 | ルーマニア代表 | ルーマニア代表 |
| 年             | 出場           | 得点           |
| -------------- | -------------- | -------------- |
| 2012           | 1              | 0              |
| 2013           | 1              | 0              |
| 2014           | 5              | 1              |
| 2015           | 3              | 0              |
| 2016           | 2              | 0              |
| Total          | 12             | 1              |

#### 代表での得点
出典:
| #  | 開催日         | 開催地     | 対戦国     | スコア | 結果 | 大会               |
| -- | -------------- | ---------- | ---------- | ------ | ---- | ------------------ |
| 1. | 2014年10月11日 | ブカレスト | ハンガリー | 1-0    | 1-1  | UEFA EURO 2016予選 |

## 獲得タイトル

### クラブ
FCウニレア・ウルジチェニ
- リーガ1 : 2008-09

FCステアウア・ブカレスト
- リーガ1 : 2012-13, 2014-15
- クパ・ロムニエイ : 2014-15
- クパ・リギー : 2014-15

### 個人
- ルーマニア年間最優秀選手賞（英語版） : 2012
- リーガ1得点王 : 2012-13